# Купа на НРБ по футбол 1980/81
Турнирът за Купата на Съветската армия продължава да се провежда успоредно с турнира за Купата на НРБ (второстепенен турнир). При разпределянето на квотите за европейските клубни турнири носителят на Купата на НРБ първоначално играе за място в турнира за Купата на УЕФА, докато носителят на КСА продължава да представя България в турнира за Купата на носителите на национални купи.

## Регламент
В турнира за Купата на НРБ по регламент участват всички отбори от А и Б група плюс четири окръжни първенци, определени чрез жребий.
Първото издание на Купата на НРБ се провежда по много сложна схема, в която отборите стартират в първи кръг в срещи на преки елиминации в два мача при недирижиран жребий. Победителите играят за 1-32 място, а победените за 33-64 място. Това става в групова фаза, където се играе всеки срещу всеки: победителите за класиране 1-16 и 33-48 място, а победените за 17-32 и 49-64 място. В четвъртия кръг се бразуват 16 групи, в които отборите си оспорват 1-4, 5-8, 9-12, ..., 61-64 място.

## Първи кръг
14 и 20 декември 1980 г.:
| Славия (София)              | 8:0 и 3:0                 | Загорец (Нова Загора)              |
| Добруджа (Добрич)           | 1:1 и 4:1                 | Локомотив (Пловдив)                |
| Тракия (Пловдив)            | 4:1 и 3:0                 | Черноморец (Бургас)                |
| Пирин (Благоевград)         | 5:0 и 4:3                 | Марица (Пловдив)                   |
| Ботев (Враца)               | 3:3 и 0:1                 | ЦСКА Септемврийско знаме (София)   |
| Хемус (Троян)               | 4:0 и 1:3                 | Странджа (Грудово)                 |
| Тунджа (Ямбол)              | 0:1 и 1:3                 | Спартак (Плевен)                   |
| ЖСК-Спартак (Варна)         | 2:0 и 0:3                 | Локомотив (София)                  |
| Берое (Стара Загора)        | 3:0 и 2:2                 | Марек (Дупница)                    |
| Гранит (Темелково)          | 0:3 и 0:2                 | Дунав (Русе)                       |
| Металург (Перник)           | 1:0 и 0:3                 | Вихрен (Сандански)                 |
| Слънчев бряг (Несебър)      | 3:1 и 0:1                 | Калиакра (Каварна)                 |
| Локомотив (Мездра)          | 5:1 и 3:3                 | Нефтеник (Шабла)                   |
| Доростол (Силистра)         | 2:1 и 0:0                 | Горубсо (Мадан)                    |
| Лудогорска слава (Исперих)  | 2:0 и 0:1                 | (Димитровград)                     |
| Локомотив (Горна Оряховица) | 1:0 и 1:1                 | Светкавица (Търговище)             |
| Сливен (Сливен)             | 0:2 и 0:1                 | Левски-Спартак (София)             |
| Янтра (Габрово)             | 4:1 и 1:3                 | Осъм (Ловеч)                       |
| Беласица (Петрич)           | 1:1 и 2:0                 | Черноломец (Попово)                |
| Академик (Свищов)           | 3:2 и 0:3                 | Хасково (Хасково)                  |
| Миньор (Бухово)             | 1:0 и 0:3                 | Велбъжд (Кюстендил)                |
| Червено знаме (Павликени)   | 1:1 и 1:1 пр. и дузпи 3:4 | Чумерна (Елена)                    |
| Академик (София)            | 1:0 и 1:1                 | Радецки (Козлодуй)                 |
| Етър (Велико Търново)       | 5:0 и 4:2                 | Сливнишки герой (Сливница)         |
| Асеновец (Асеновград)       | 5:0 и 0:2                 | Септемврийска слава (Михайловград) |
| Марица-Изток (Раднево)      | 2:0 и 0:4                 | Родопа (Смолян)                    |
| Шумен                       | 3:0 и 2:1                 | ФК Чирпан                          |
| Миньор (Перник)             | 3:1 и 1:1                 | Бдин (Видин)                       |
| Розова долина (Казанлък)    | 1:1 и 1:2 прод.           | Еледжик (Ихтиман)                  |
| Хебър (Пазарджик)           | 3:1 и 0:1                 | Чепинец (Велинград)                |
| Миньор (Рудозем)            | 1:1 и 2:5 прод.           | Лудогорец (Разград)                |

## Втори и трети кръг
Липсват резултати от груповата фаза в този кръг.
Налични резултати на отборите, достигнали финалната група
- ЦСКА Септемврийско знаме (Сф)
  - с Родопа (Смолян) 4:0 и 2:1,
  - с Миньор (Перник) 3:1,
  - с Еледжик (Ихтиман) 5:1,
  - с Академик (София) 1:0.

- Славия (София)
  - с Хасково (Хасково) 3:0 и 3:2,
  - с Вихрен (Сандански) 3:0,
  - с Чумерна (Елена) 4:1,
  - с Спартак (Плевен) 6:0.

- Тракия (Пловдив)
  - с Шумен 4:2 и 3:0,
  - с Берое (Стара Загора) 2:1,
  - с Луд.слава (Исперих) 8:2,
  - с Беласица (Петрич) 2:3.

- Левски-Спартак (София)
  - с Добруджа (Толбухин) 3:0 сл.,
  - с Локомотив (София) 4:1,
  - с Дунав (Русе) 4:1,
  - с Етър (Велико Търново) 2:1

## Финална група

### Резултати
| Левски-Спартак (София)           | 1:1 | Славия (София)                   |
| Тракия (Пловдив)                 | 1:3 | ЦСКА Септемврийско знаме (София) |
| ЦСКА Септемврийско знаме (София) | 1:0 | Левски-Спартак (София)           |
| Тракия (Пловдив)                 | 2:4 | Славия (София)                   |
| Славия (София)                   | 0:1 | ЦСКА Септемврийско знаме (София) |
| Левски-Спартак (София)           | 3:4 | Тракия (Пловдив)                 |

### Крайно класиране
| №  | Отбор                         | М | П | Р | З | Г.р. | Т |
| -- | ----------------------------- | - | - | - | - | ---- | - |
| 1. | ЦСКА Септемврийско знаме (Сф) | 3 | 3 | 0 | 0 | 5:1  | 6 |
| 2. | Славия (София)                | 3 | 1 | 1 | 1 | 5:4  | 3 |
| 3. | Тракия (Пловдив)              | 3 | 1 | 0 | 2 | 7:10 | 2 |
| 4. | Левски-Спартак (София)        | 3 | 0 | 1 | 2 | 4:6  | 1 |

## Носител на купата
ЦСКА Септемврийско знаме (Сф)